# ラテンアメリカ文学選集
「ラテンアメリカ文学選集」（ラテンアメリカぶんがくせんしゅう）は、現代企画室から刊行されたラテンアメリカ文学の専門叢書。
1990年から刊行が開始され、1996年までに全15巻が出版された。責任編集は鼓直と木村榮一。

## 一覧
1. 『このページを読む者に永遠の呪いあれ』（マヌエル・プイグ、木村榮一訳） 1990.10
2. 『武器の交換』（ルイサ・バレンスエラ、斎藤文子訳） 1990.11
3. 『くもり空』（オクタビオ・パス、井上義一,飯島みどり訳） 1991.9
4. 『ジャーナリズム作品集』（ガブリエル・ガルシア・マルケス、鼓直,柳沼孝一郎訳） 1991.4
5. 『陽かがよう迷宮』（マルタ・トラーバ、安藤哲行訳） 1993.1
6. 『誰がパロミノ・モレーロを殺したか』（マリオ・バルガス＝リョサ、鼓直訳） 1992.8
7. 『楽園の犬』（アベル・ポッセ、鬼塚哲郎訳） 1992/5
8. 『深い川』（ホセ・マリア・アルゲダス、杉山晃訳） 1993.12
9. 『脱獄計画』（アドルフォ・ビオイ＝カサレス、鼓直,三好孝訳） 1993.9
10. 『遠い家族』（カルロス・フエンテス、堀内研二訳） 1992.9
11. 『通りすがりの男』（フリオ・コルタサル、木村榮一訳） 1993.1
12. 『山は果てしなき緑の草原ではなく』（オマル・カベサス、太田昌国,新川志保子訳） 1994.7
13. 『ガサポ（仔ウサギ）』（グスタボ・サインス、平田渡訳） 1993.5
14. 『マヌエル・センデロの最後の歌』（アリエル・ドルフマン、吉田秀太郎訳） 1993.7
15. 『隣りの庭』（ホセ・ドノソ、野谷文昭,野谷良子訳） 1996.10